# Confitura

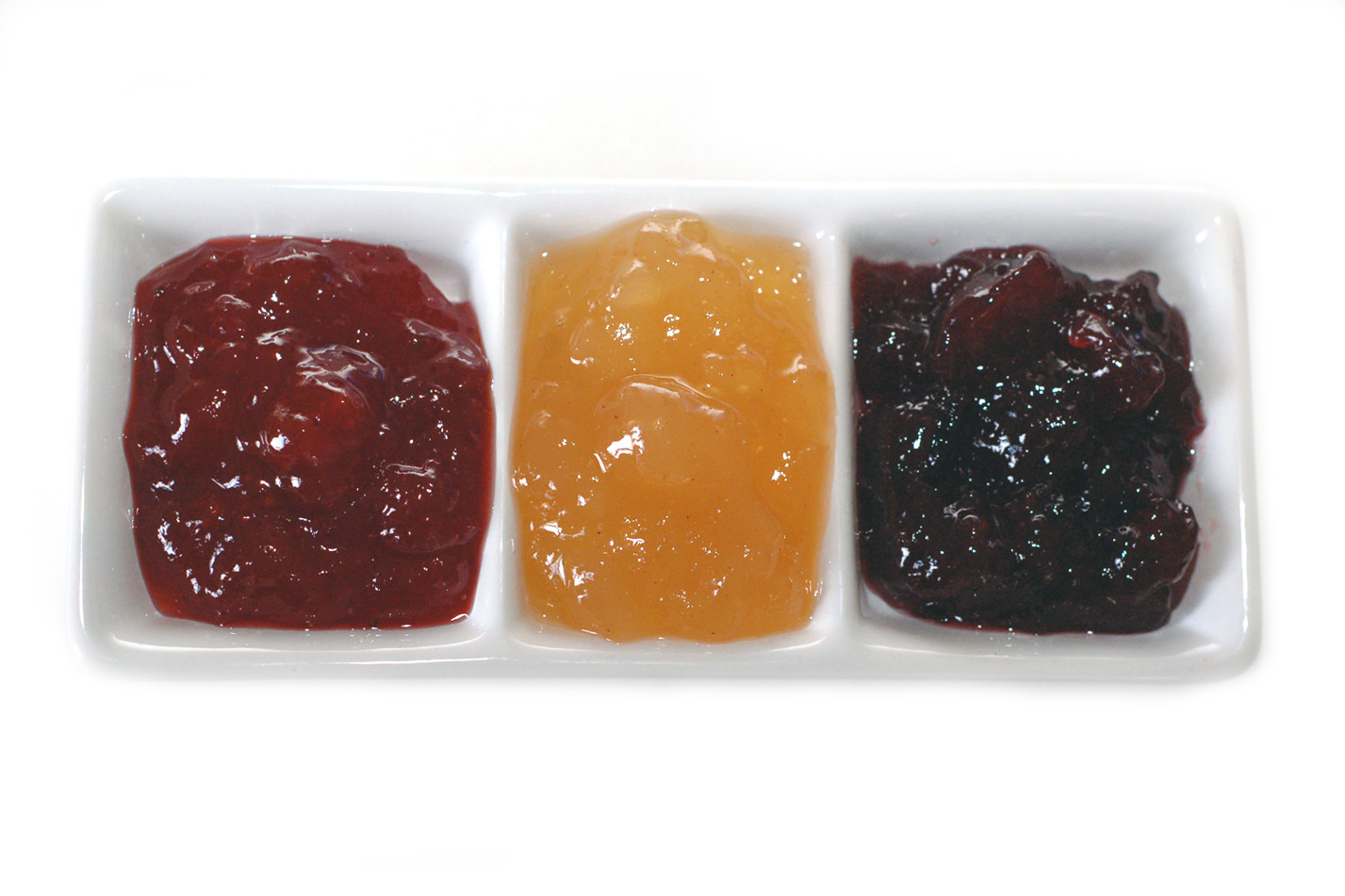
Diferentes tipos de confitura de frutas.

Se denomina confitura a la fruta, hortaliza u otra cosa cocida con azúcar o cubierta de un baño de azúcar. 
En algunos países, como Argentina, el término confitura incluye a las compotas, frutas en almíbar, mermeladas, dulces y jaleas. 
Sin embargo, aunque la base de ambas sea la cocción en azúcar de diferentes frutas, existen diferencias tanto en el proceso de elaboración como en el resultado, en función de las partes de la fruta que se usen. Para la confitura solo se utiliza la pulpa sin piel.
En España se considera confitura solamente a la «mezcla, con la consistencia gelificada apropiada, de azúcares y de pulpa de una sola o varias especies de frutas».

## Confituras líquidas
Las confituras líquidas son aquellas en que las frutas están confitadas en un jarabe líquido y transparente que conserva ordinariamente el color de la fruta con la que ha hervido. Ciertas frutas son confitadas enteras, otras en pedazos. El jarabe debe ser bastante consistente para conservar las frutas con las cuales se le cuece y siempre debe cubrirlas pero no debe pasar de este grado de consistencia. Si el jarabe no está bastante cocido, es decir, si por la evaporación no se ha hecho disipar bastante cantidad de agua, al cabo de cierto tiempo se establece en el una fermentación ácida y los frutos se pudren. Si por el contrario se ha hecho evaporar demasiada agua, es decir si el jarabe es demasiado cocido, se cuaja y las confituras se secan. Estos son dos extremos que es precios evitar. Para conocer el grado de cocción, hay que atender a las diversas obras peculiares del confitero.[cita requerida]
Se confitan toda clase de frutas, pero las suculentas son las mejores. Se debe cocerlas con el jarabe muy lentamente a fin de que se penetren bien de azúcar cuyo método es el más seguro para conservarlas. Se hace primeramente un jarabe dilatado y cuando las frutas han llegado al grado de cocción conveniente, y que el jarabe ha adquirido bien el gusto de ellas, se hace evaporar el agua para dar al jarabe el grado de cocción conveniente.[cita requerida]

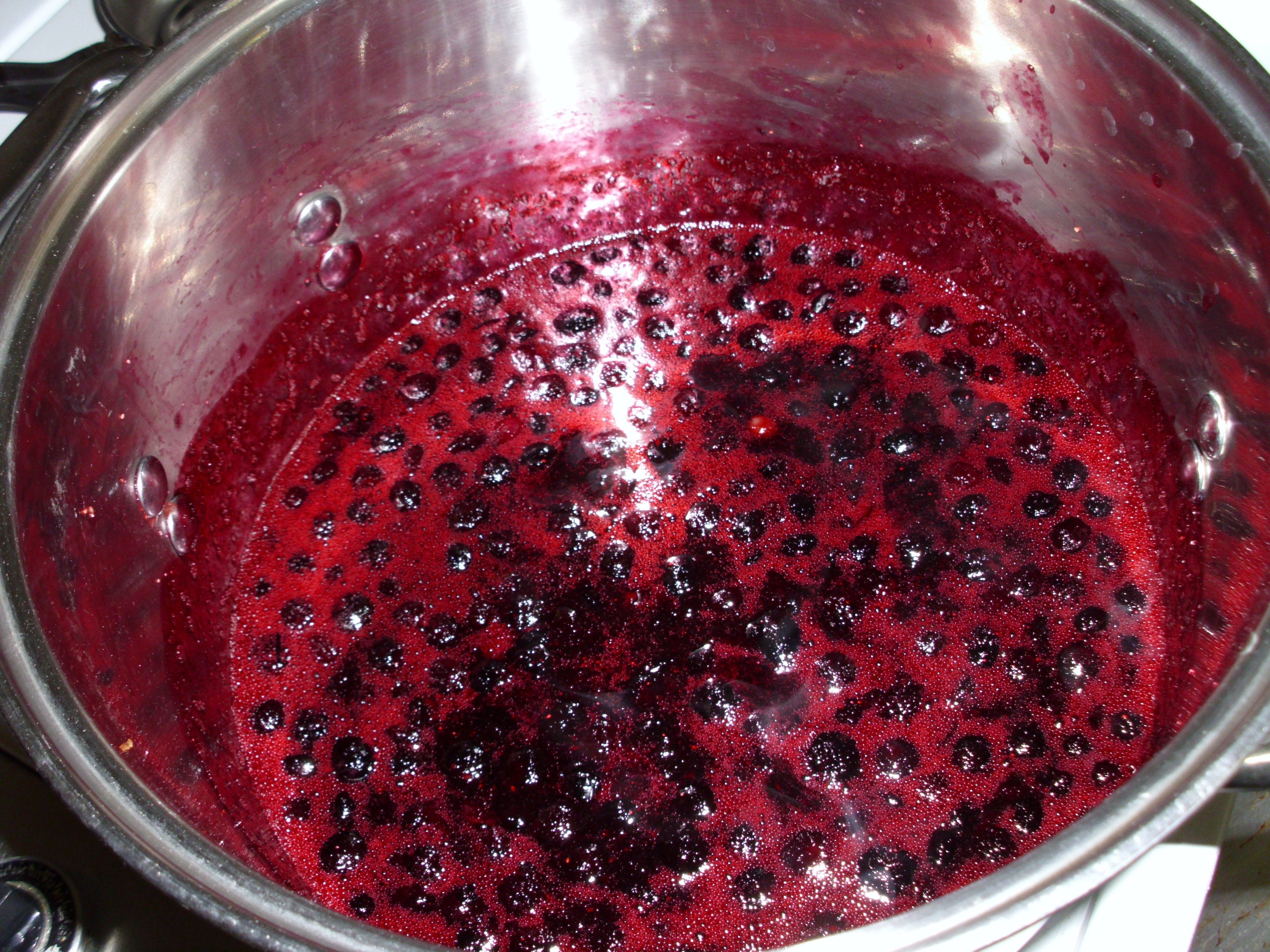
Elaboración de una mermelada de arándanos. Los arándanos junto con pectina, azúcar, jugo de limón y calcio están empezando a hervir.

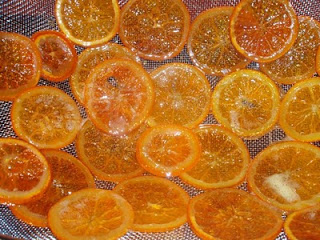
Naranjas confitadas.

## Confituras secas o fruta confitada
Se preparan en confituras secas las frutas enteras o partidas en cuatro partes, las raíces, los troncos de algunas plantas y las cortezas de ciertos frutos. Primeramente se blanquean las frutas que tienen un sabor demasiado fuerte, es decir, que se las hace hervir dentro una cantidad suficiente de agua hasta que se haya quitado una parte del sabor. Se sacan con una espumadera y se colocan sobre un tamiz. En cuanto a las cortezas, raíces y frutos olorosos no es necesario hervirlas, se deben poner en un vaso que pueda taparse perfectamente: se echa encima el agua hirviendo, se tapa al instante y se deja enfriar. Esta operación es necesaria a fin de que no se evapore el aroma de estas frutas. Durante este tiempo se hace cocer azúcar a la pluma, se meten las frutas y se cuecen hasta que hayan perdido su humedad, lo que se conoce por la firmeza que adquieren hirviendo dentro el azúcar. Se sacan con una espumadera, se ponen a enfriar y escurrir sobre pizarras y se hacen secar enteramente en la estufa. En seguida, se colocan dentro de cajas de madera envueltas con papel a fin de librarlas de la influencia de la humedad.[cita requerida]
Cuando las frutas están preparadas del modo que acabamos de indicar, en lugar de ponerlas en la estufa o también después que han estado en ella, se pueden poner dentro un vaso de loza poco profundo, que se ha llenado de azúcar cocido o quebrado, de manera que la fruta quede cubierta. El azúcar al enfriarse se endurece alrededor de la fruta, la que se halla cubierta de hermosos cristales de diferentes formas. Cuando está suficientemente cubierto de ellos se retira.[cita requerida]
El proceso de sumergir la fruta en almíbar evita el crecimiento de microbios que la pudran,
Las frutas confitadas pueden ser glaseadas o escarchadas. Ambos procesos consisten en dar un recubrimiento de azúcar a la fruta. El glaseado aporta un recubrimiento uniforme y liso, mientras que el escarchado da un aspecto de «escarcha» al solidificarse el azúcar sobre la fruta en forma de pequeños cristales.

## Técnicas de elaboración artesanal
Los frutos, generalmente desprovistos del hueso, sin semillas, pelados y cortados en trozos, se ponen en un recipiente (cazo u olla o recipiente especial para mermelada) y se cuecen con el equivalente a su peso en azúcar (o su equivalente en poder edulcorante en fructosa) hasta que la mezcla se espese. La mermelada se vierte, aún hirviendo, en frascos que se cierran con una tapa.
El recipiente para la mermelada es tradicionalmente de cobre, para garantizar una mejor retención de la mermelada, se decía, y tiene una forma ligeramente abocinada para facilitar la evaporación del agua contenida en los frutos. La forma de cuenco de cobre facilita la gelificación de las moléculas de pectina, porque estas últimas pueden ser unidas por iones de cobre (Cu2+). Este mecanismo funciona de la misma manera con el ion calcio Ca2+. El cobre es también el mejor metal conductor del calor.
Las confituras elaboradas artesanalmente se remueven con espátulas de haya, la única madera que no deja sabor en la elaboración.
A medida que se enfría, la confitura a veces se solidifica bajo la acción gelificante de la pectina, polisacárido presente naturalmente en las frutas. Algunas personas añaden un gelificante como agar-agar o pectina cuando sólo utilizan frutas bajas en pectina como frutas demasiado maduras, cerezas, frambuesas, peras o ruibarbo, por ejemplo. Además, cuando se utilizan frutas demasiado maduras o relativamente dulces como el membrillo, el kiwi, el melocotón o la pera, añaden un acidulante (normalmente zumo de limón) para evitar la formación de cristales de azúcar. La gelificación es un paso imprescindible en la elaboración de la confitura para asegurar su textura, que no debe ser ni demasiado líquida ni demasiado compacta.

## Reglamentación

### Europa
Estos productos están reglamentados en España, conforme al marco normativo de la Comunidad Económica Europea, por el Real Decreto 863/2003, de 4 de julio, por el que se aprueba la Norma de calidad para la elaboración, comercialización y venta de confituras, jaleas, "marmalades" de frutas y crema de castañas.
En español, en la actualidad, los términos "confitura" y "mermelada" son similares, si bien la regulación diferencia claramente cada especialidad.
Tras la entrada de Portugal en la Comunidad Económica Europea en 1986 junto con España, y para poder vender su mermelada de zanahoria, una especialidad local, la CEE tuvo que convertir oficialmente la zanahoria en una fruta, porque era imposible llamar mermelada a un alimento elaborado a base de verduras. Este texto ya no está en vigor y ha sido reemplazado por la Directiva 2001/113, mencionada más arriba y que incluye una disposición similar ("quedan asimilados a la fruta, para la aplicación de la presente Directiva, el tomate, las partes comestibles de los
tallos de ruibarbo, la zanahoria, la batata, el pepino, la calabaza, el melón y la sandía").

#### Ingredientes que se pueden añadir
La confitura puede elaborarse con «frambuesas, moras, grosellas negras, arándanos y grosellas rojas y podrá proceder total o parcialmente de puré no concentrado de estas frutas. También se podrá obtener de cítricos a partir del fruto entero, cortado en tiras o en rodajas. No podrán emplearse las siguientes frutas como mezcla para la elaboración de confitura extra: manzanas, peras, ciruelas con hueso adherente, melones, sandías, uvas, calabazas, pepinos y tomates».
Se pueden añadir en la elaboración de la confitura, además de la fruta principal, los siguientes ingredientes:
- Miel  en sustitución total o parcial de los azúcares.
- Zumo de frutas.
- Zumo de cítricos.
- Zumo de frutas rojas, únicamente en la confitura a partir de agavanzos, fresas, frambuesas, uva espina, grosellas rojas, ciruelas y ruibarbo.
- Zumo de remolachas rojas, únicamente en la confitura elaborada a partir de fresas, frambuesas, uva espina, grosellas rojas y ciruelas.
- Aceites y grasas comestibles, como agentes antiespumantes.
- Pectina líquida.
- Cortezas de cítricos.
- Aceite de geranio cuando la confitura se elabore a partir de membrillos.
- espirituosos (bebidas alcohólicas), vino y vino generoso, frutos secos, hierbas aromáticas, especias, vainilla y extractos de vainilla.
- Vainillina

### Normas internacionales
En el Codex Alimentarius, utilizado para el comercio a nivel internacional, existe la "Norma del Codex para las confituras, jaleas y mermeladas" (CODEX STAN 296-2009). Se aplica a a las confituras, jaleas y mermeladas destinadas al consumo directo, inclusive para fines de hostelería o para reenvasado en caso necesario. En ella se definen términos como "confitura", "jalea", "mermelada de agrios", "mermelada sin frutos cítricos" y "mermelada tipo jalea".

## Otros productos similares

### Varenye

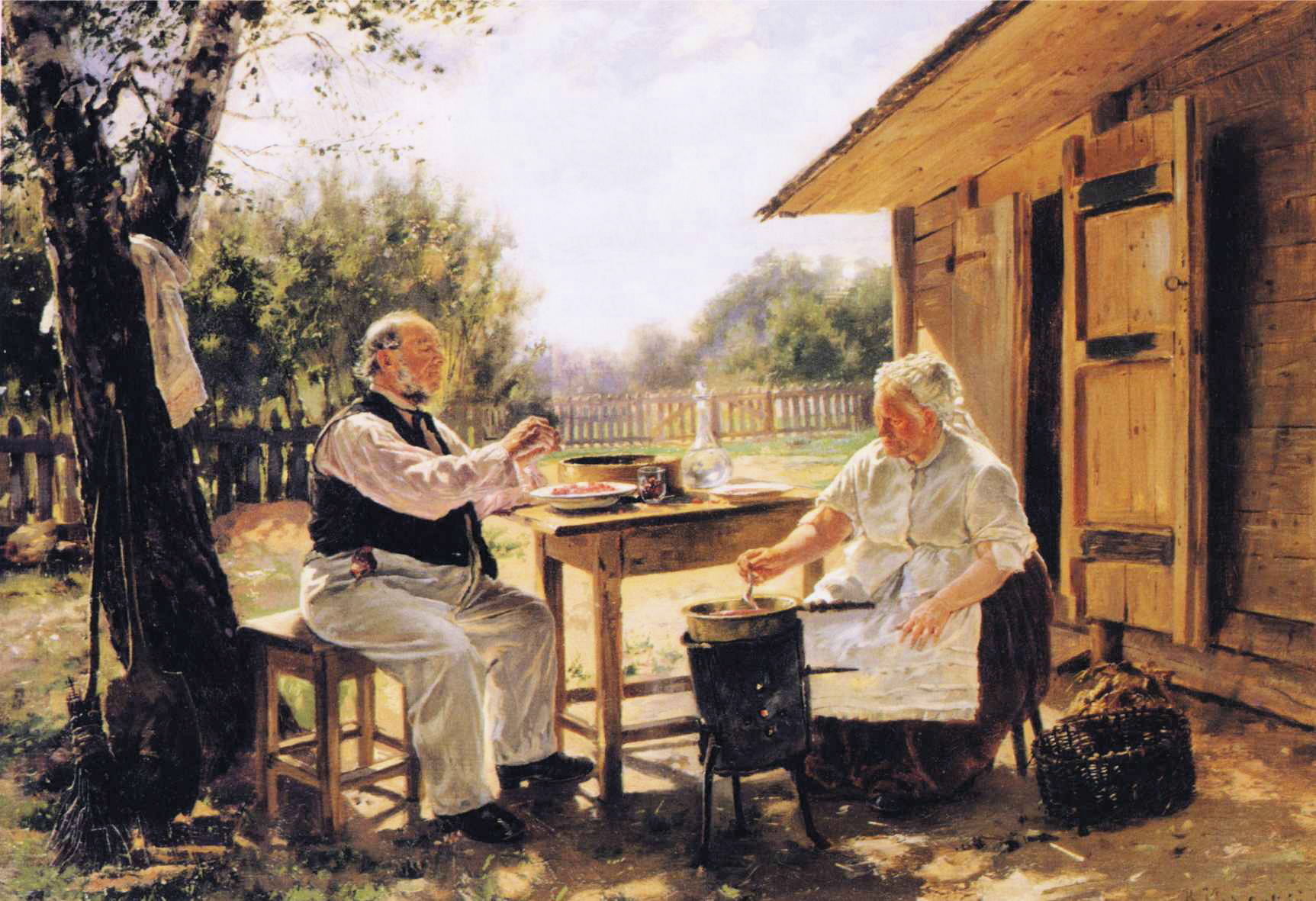
Pintura de Vladimir Makovsky, Haciendo Varenye, 1876

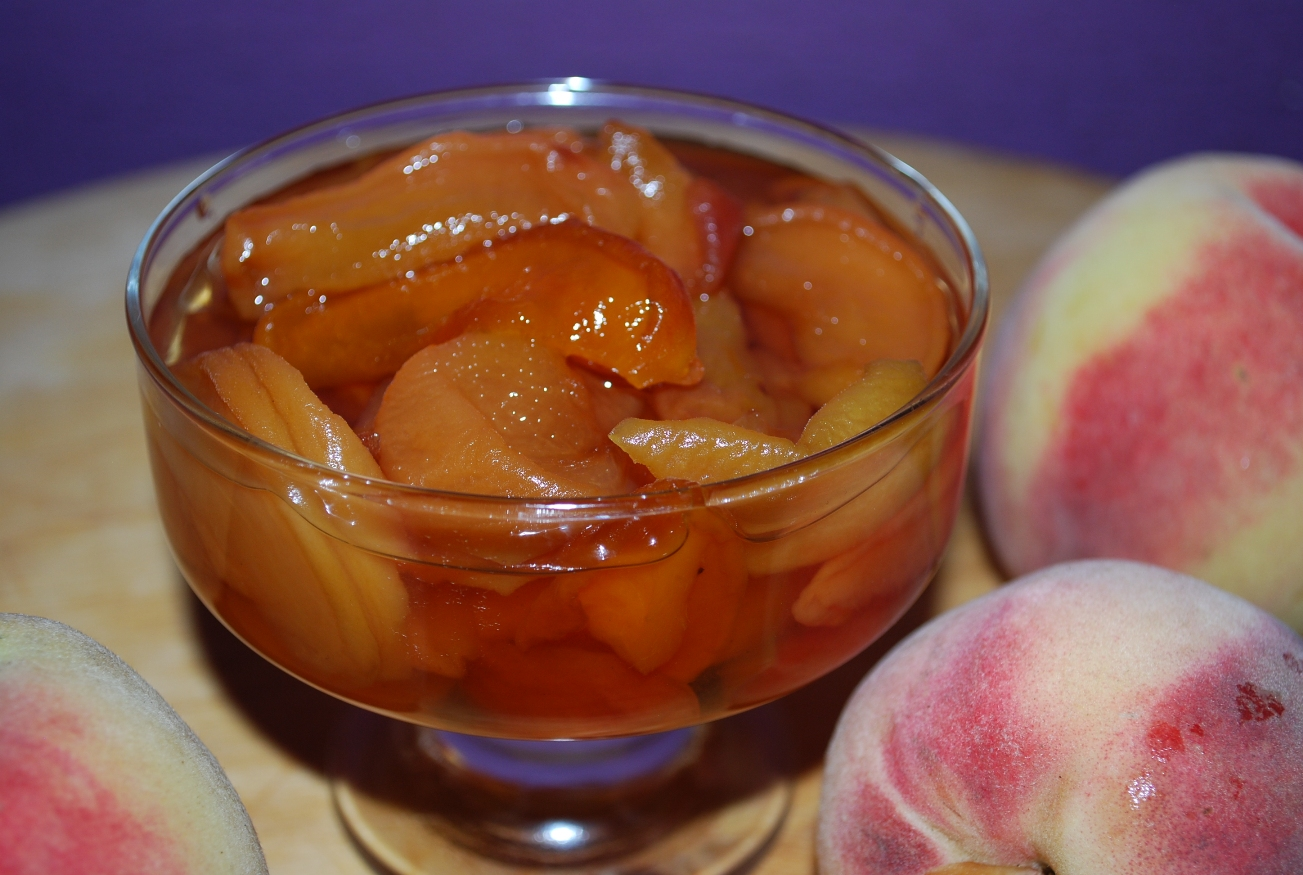
Varenye de melocotón.

Varenye (ruso: варенье, bielorruso: варэнне/варэньне/сочыва, ucraniano: варення) es una conserva popular de frutas enteras, muy extendida en Europa del Este (Rusia, Ucrania, Bielorrusia), así como en la región del Báltico (en lituano: uogienė, en letón: ievārījums, en estonio: moos). Se elabora cocinando bayas, otras frutas o, más raramente, nueces, verduras o flores en almíbar de azúcar. En algunas recetas tradicionales, se utilizan otros edulcorantes como miel o melaza en lugar del azúcar o además del mismo.
Varenye es similar a la mermelada, excepto que los frutos no se maceran y no se añade ningún agente gelificante. Se caracteriza por un almíbar espeso pero transparente que tiene el color natural de los frutos.

### Macun

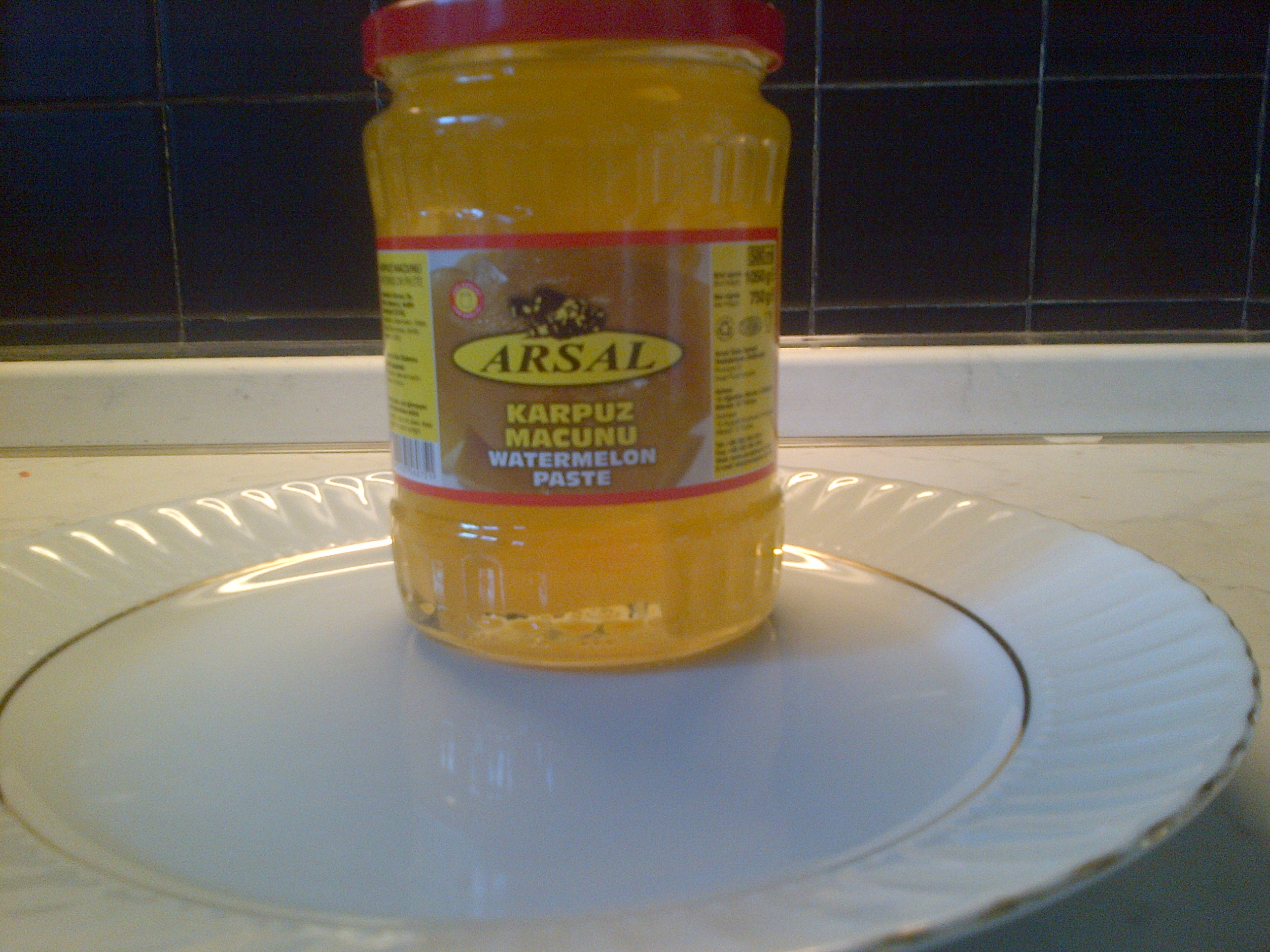
Karpuz macunu es un dulce de piel de sandía que se utiliza como alimento de desayuno por los turco-chipriotas.

Macun es un dulce de fruta en la cocina turca y en la cocina de los turcos de la isla de Chipre. Macun es similar a la confitura y se elabora con frutas, azúcar y agua. Generalmente se hace con bergamota, naranja amarga, piel de sandía, y frutas silvestres como el majuelo (Crataegus monogyna).

## Véase también

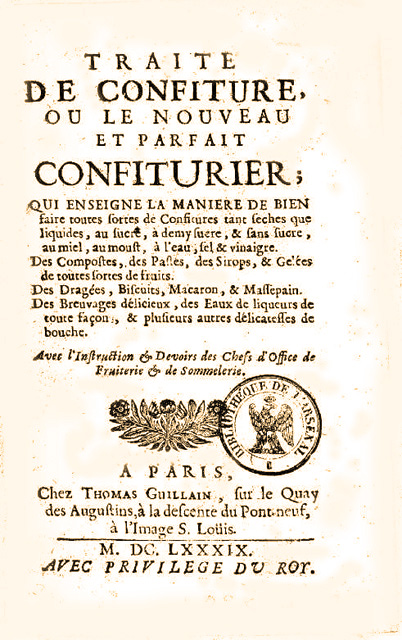
Antiguo tratado de 1689 sobre la elaboración de confituras, en francés. "Traité de confiture ou le nouveau et parfait confiturier" (Tratado sobre la confitura o el nuevo y perfecto fabricante de confitura). Publicado en París por Thomas Guillain.